# Nikolaj Michajlovič Amosov
Nikolaj Michajlovič Amosov (in russo Николай Михайлович Амосов?, in ucraino Микола Михайлович Амосов?, Mykola Mychajlovyč Amosov; Ol'chovo, 6 dicembre 1913 – Kiev, 12 dicembre 2002) è stato un cardiochirurgo e politico sovietico, dal 1991 ucraino.

## Biografia
Fino al 1932 studiò all'Istituto meccanico di Čerepovec, poi si trasferì ad Arcangelo per lavorare in una centrale elettrica.
Dopo la laurea all'Istituto medico di Arcangelo conseguita nel 1939 prestò servizio come chirurgo in un ospedale da campo mobile durante la seconda guerra mondiale. Nel 1946 conseguì il dottorato con una tesi intitolata Pneumonectomia e resezione polmonare nella tubercolosi.
Dal 1947 al 1952 fu responsabile del dipartimento di chirurgia dell'ospedale regionale di Brjansk, poi si trasferì a Kiev, dove guidò dapprima la clinica di chirurgia toracica dell'Istituto di ricerca ucraino di tubercolosi e chirurgia toracica, poi il dipartimento di chirurgia toracica e anestesiologia dell'Istituto di formazione medica post-laurea di Kiev, il primo di tutta l'Unione Sovietica.
Negli anni '80 diresse l'Istituto di ricerca di chirurgia cardiovascolare di Kiev, che nel 2003 venne rinominato in suo onore. A partire dal 1960 diresse il dipartimento di biocibernetica da lui fondato presso l'Istituto di cibernetica dell'Accademia delle scienze dell'Ucraina. Qui condusse studi sui sistemi di autoregolazione del cuore e sui problemi della diagnosi automatica delle malattie cardiache, nonché sviluppò modellazioni al computer di delle principali funzioni mentali e di alcuni meccanismi socio-psicologici del comportamento umano.
Contribuì soprattutto alla cardiochirurgia, chirurgia toracica, vascolare e addominale, nonché alla cibernetica biologica e medica. Nel 1963 divenne il primo medico sovietico a eseguire protesi valvolari mitraliche, mentre nel 1965 fu pioniere mondiale nel costruire e impiantare protesi valvolari cardiache antitrombotiche. Pubblicò studi sulla gerontologia, sull'intelligenza artificiale e sulla pianificazione razionale della vita sociale (nota come ingegneria sociale).
In campo politico fu deputato del Soviet Supremo dell'Unione Sovietica dalla VI all'XI legislatura. Si distinse anche in campo letterario pubblicando best seller come Mysli i serdce (1965), PPG-226 (1975) e Kniga o sčastye i nesčast'jach (1984). Dal 1974 fu infatti membro dell'Unione degli scrittori della RSS Ucraina.
Fu membro dell'Accademia nazionale delle scienze dell'Ucraina (dal 1969) e membro corrispondente dell'Accademia russa delle scienze mediche (dal 1961).